# Ali Alawi
Ali Alawi (tiếng Ả Rập:  علي علاوي ) (sinh ngày 3 tháng 10 năm 1993 ở Homs, Syria) là một cầu thủ bóng đá Syria. Hiện tại anh thi đấu cho Al Futowa, thi đấu ở Giải bóng đá ngoại hạng Syria, giải đấu cao nhất ở Syria. Tránh nhầm lẫn anh với nhà hóa học Ali Alavi.